# Kościół św. Michała w Sopronie
Kościół św. Michała w Sopronie (węg. Szent Mihály-templom) – rzymskokatolicka świątynia znajdująca się w węgierskim mieście Sopron.
Kościół św. Michała jest najstarszym kościołem parafialnym w Sopronie. Zgodnie z wczesnośredniowiecznymi obyczajami został zbudowany na cmentarzu w XIII wieku przed najazdem Tatarów, a więc znajdował się poza murami obronnymi miasta. Kościół, pierwotnie zbudowany w stylu romańskim, w XV wieku został przebudowany w stylu gotyckim. Po pożarze w Sopronie w 1728 r. przeszedł barokową przebudowę, a to Ferenc Storno przekształcił kościół w stylu neogotyckim, usuwając cechy barokowe. Dziś jest to jeden z najważniejszych kościołów gotyckich na Węgrzech.

## Architektura
W budynku świątyni znajdują się również rzeźby i malowidła ścienne z XV wieku. Nowa wieża została zbudowana w 1882. Zaprojektowana została w stylu neorenesansowym przez Ferdinanda Spacha. W wieży znajdują się cztery dzwony. Wszystkie dzwony wykonali członkowie rodziny Seltenhofer. Znajduje się tu również rzeźbiona drewniana figura Madonny przedstawiająca skarbiec kościoła.

## Galeria

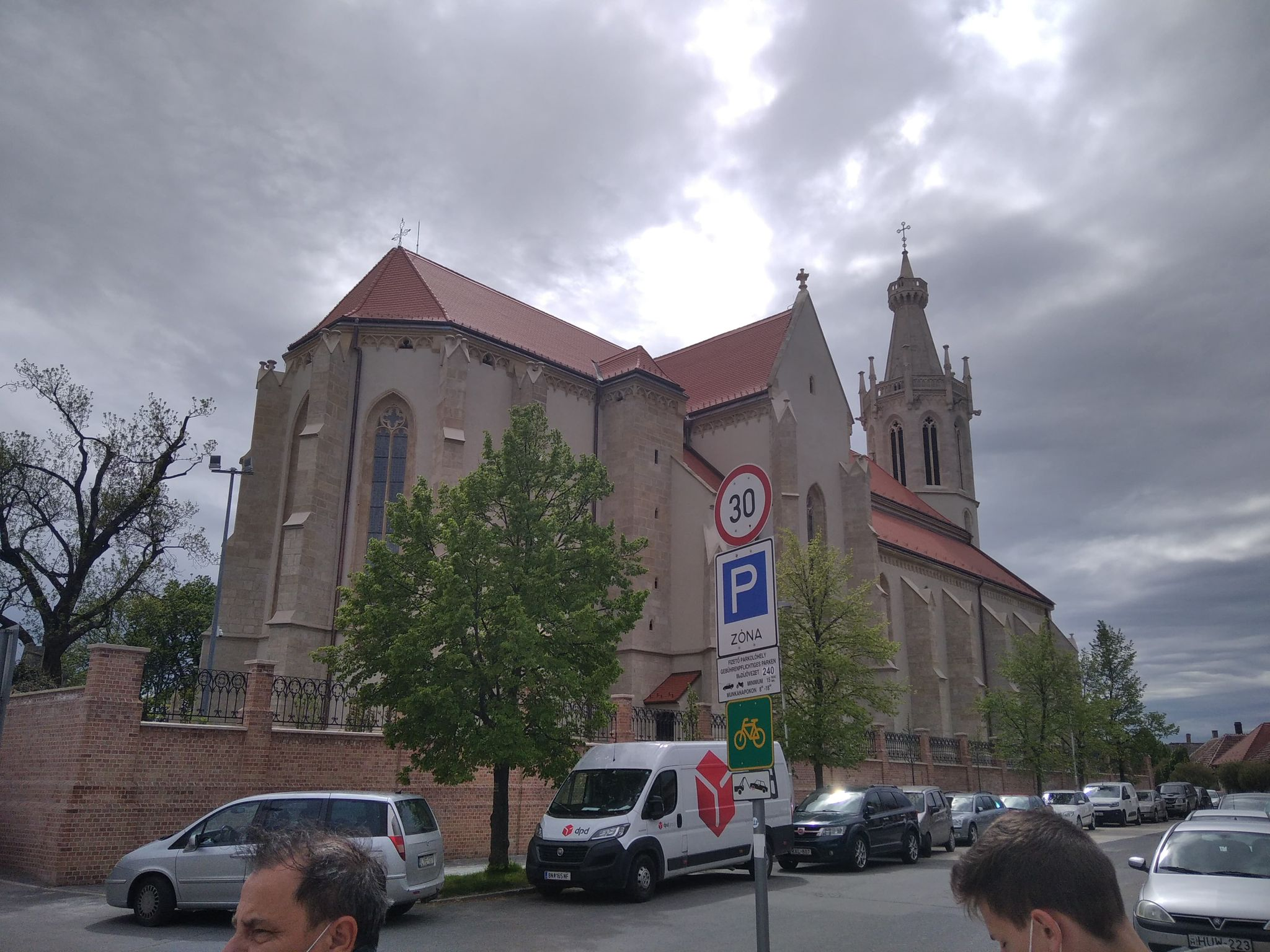
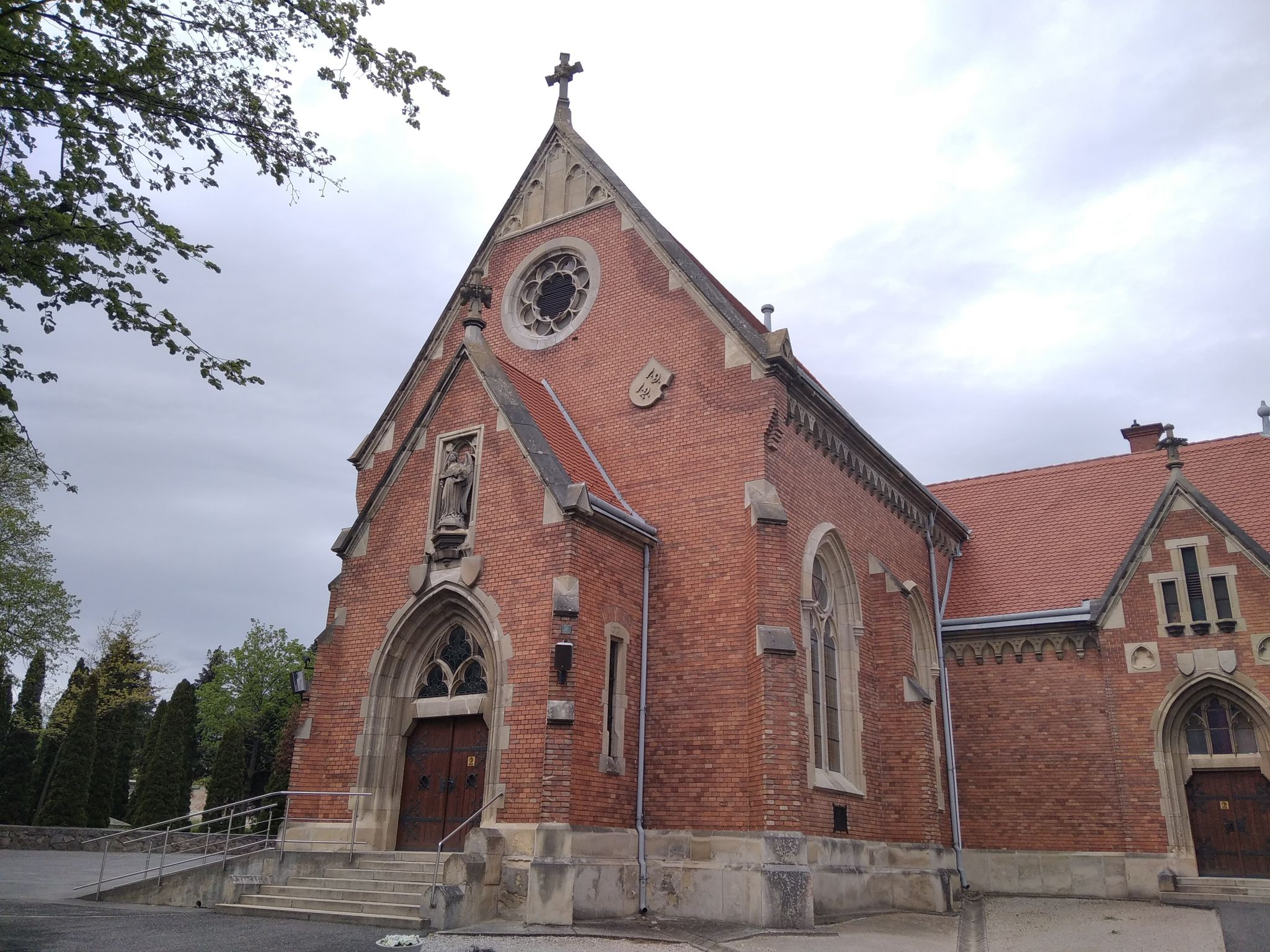
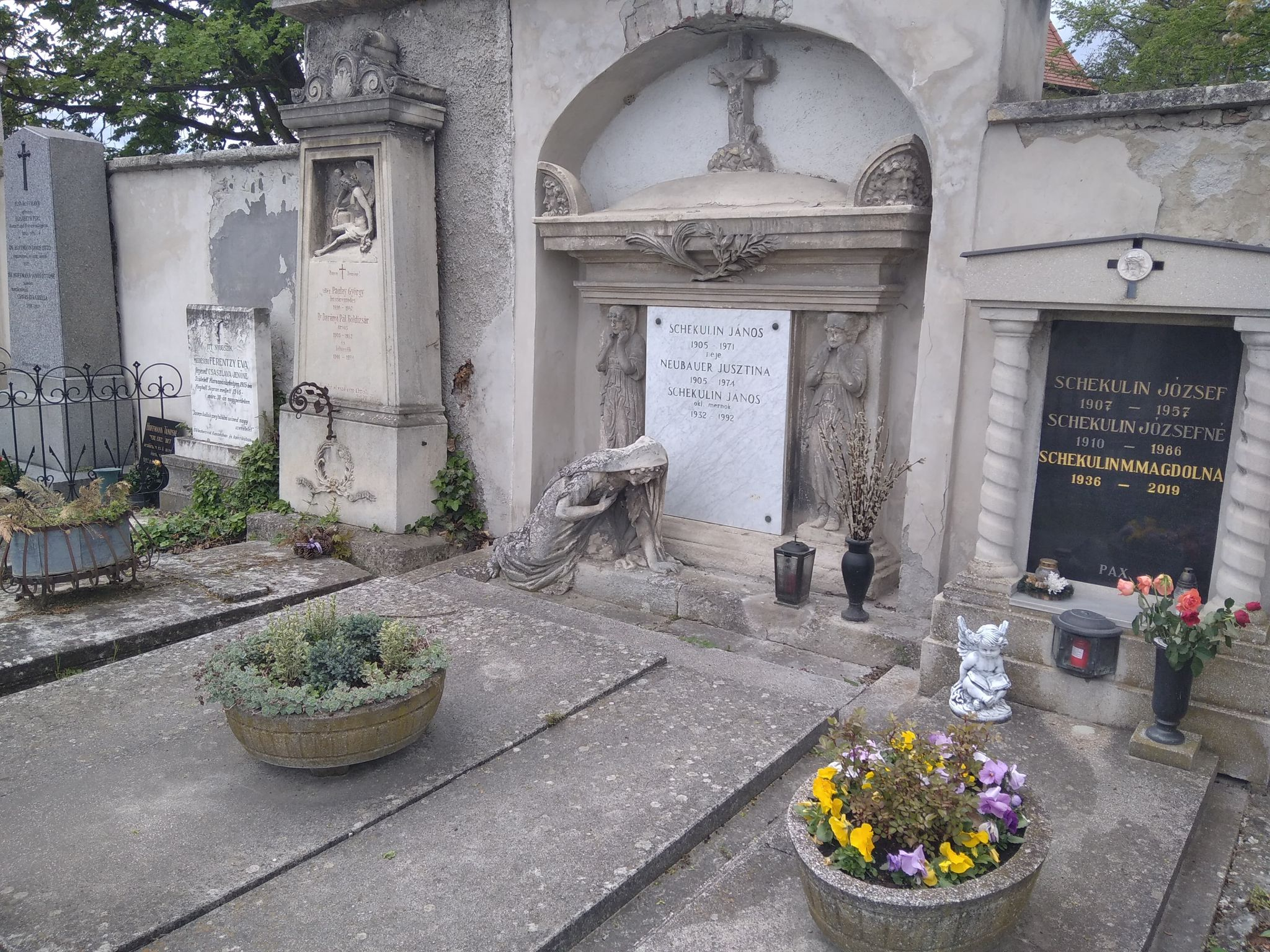
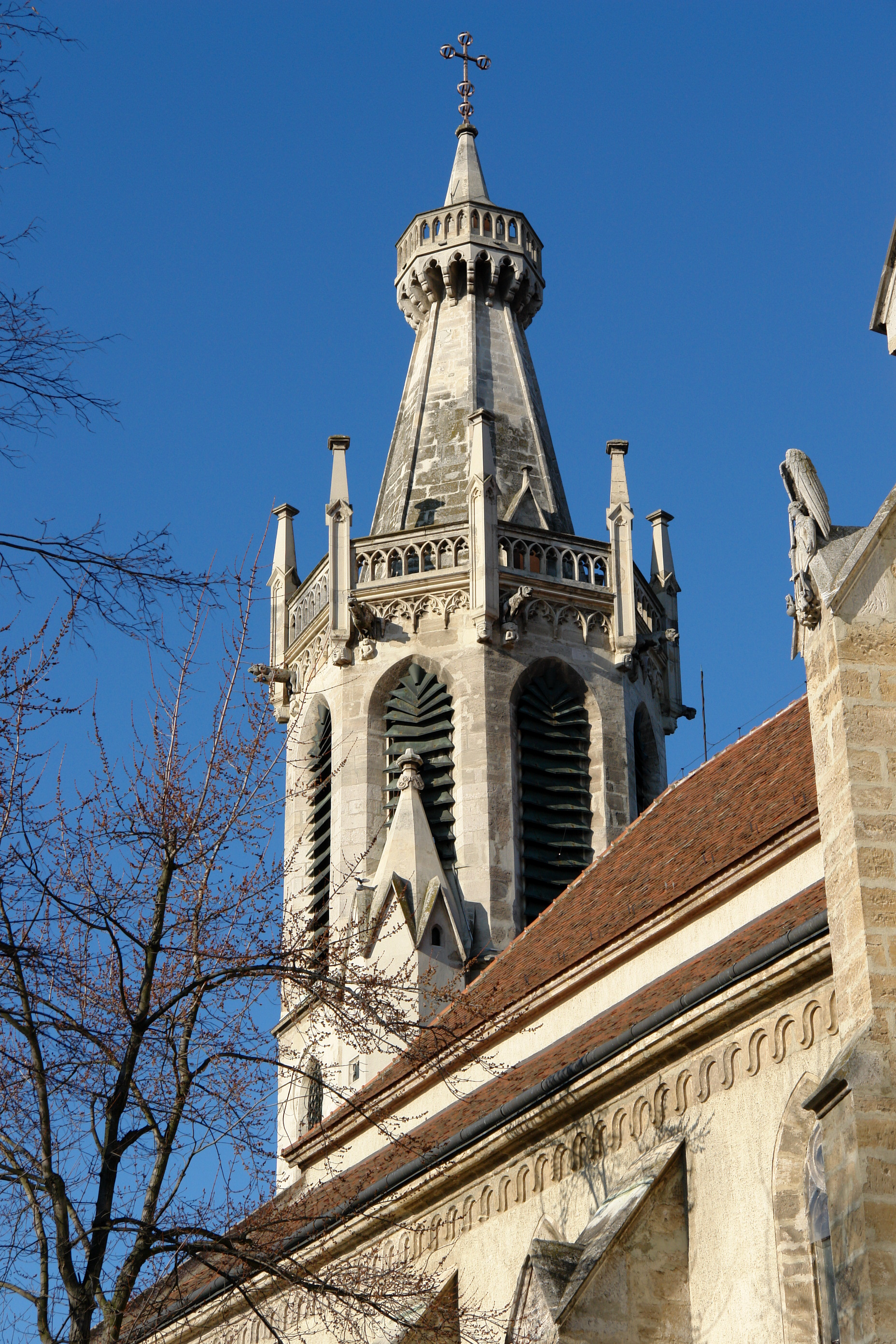